# Cotton Tree

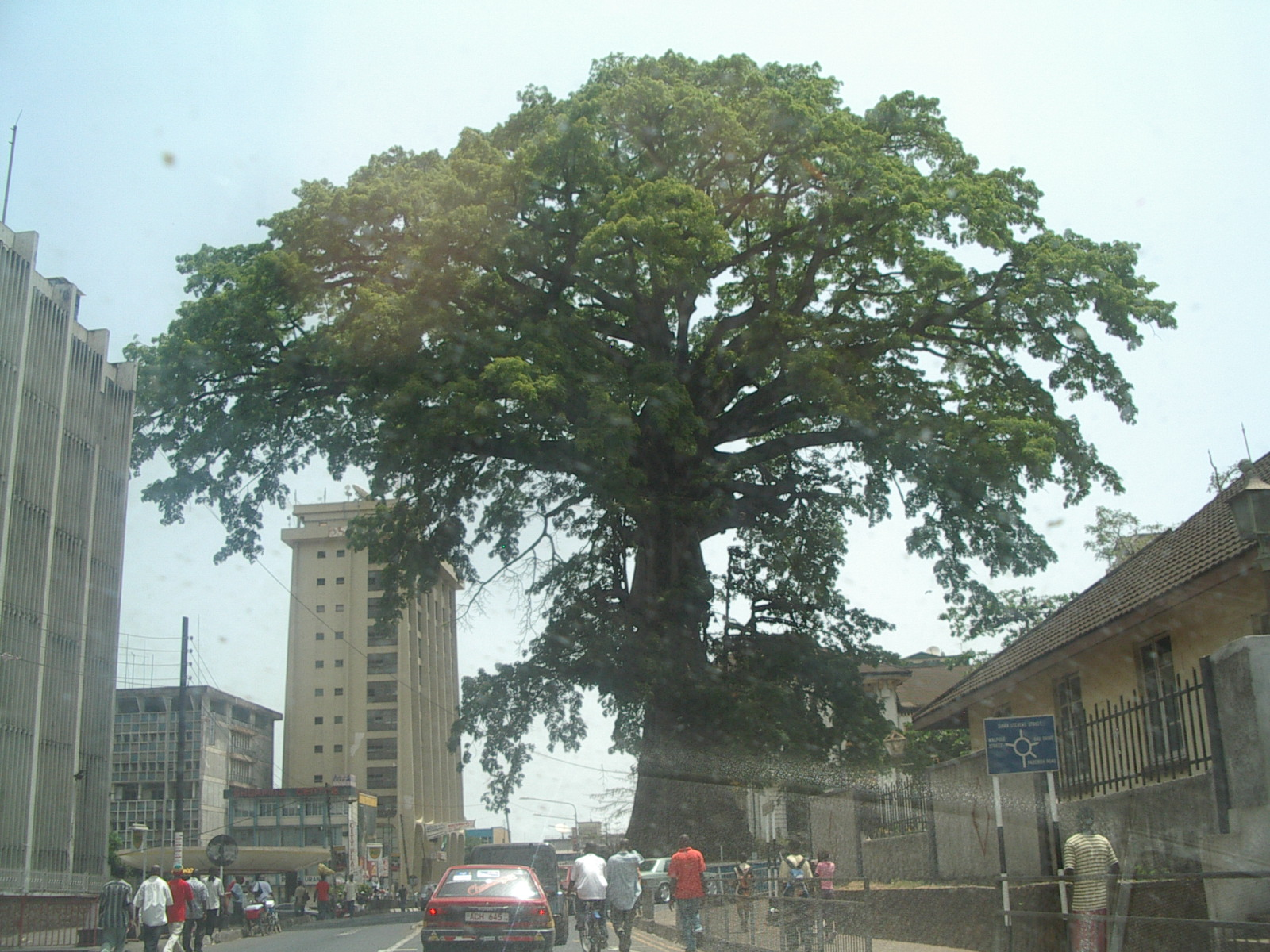
Cotton Tree (2007)

Der Cotton Tree war das Wahrzeichen von Freetown, der Hauptstadt von Sierra Leone. Der Baum – ein Kapokbaum (Ceiba pentandra) – stand mindestens seit 1792 an dieser Stelle. Er war früher ein Wallfahrtsort für gläubige Sierra-Leoner und gilt noch heute als Zeichen für Frieden und Reichtum in dem westafrikanischen Land.
Der Baum ist auch auf der 10.000-Leone-Banknote abgebildet.
Das Nationalmuseum von Sierra Leone befindet sich unmittelbar beim Cotton Tree.
Der Cotton Tree fiel am 24. Mai 2023 einem heftigen Sturm mit sintflutartigen Regenfällen zum Opfer. Nur noch der untere Stamm blieb erhalten. An seiner Stelle soll, so Staatspräsident Julius Maada Bio, ein Denkmal errichtet werden und der Baum soll zumindest teilweise in ein Museum kommen.